# Agnes Cleve-Jonand

Miss Agnes Cleve. Gemälde von Carl Wilhelmson

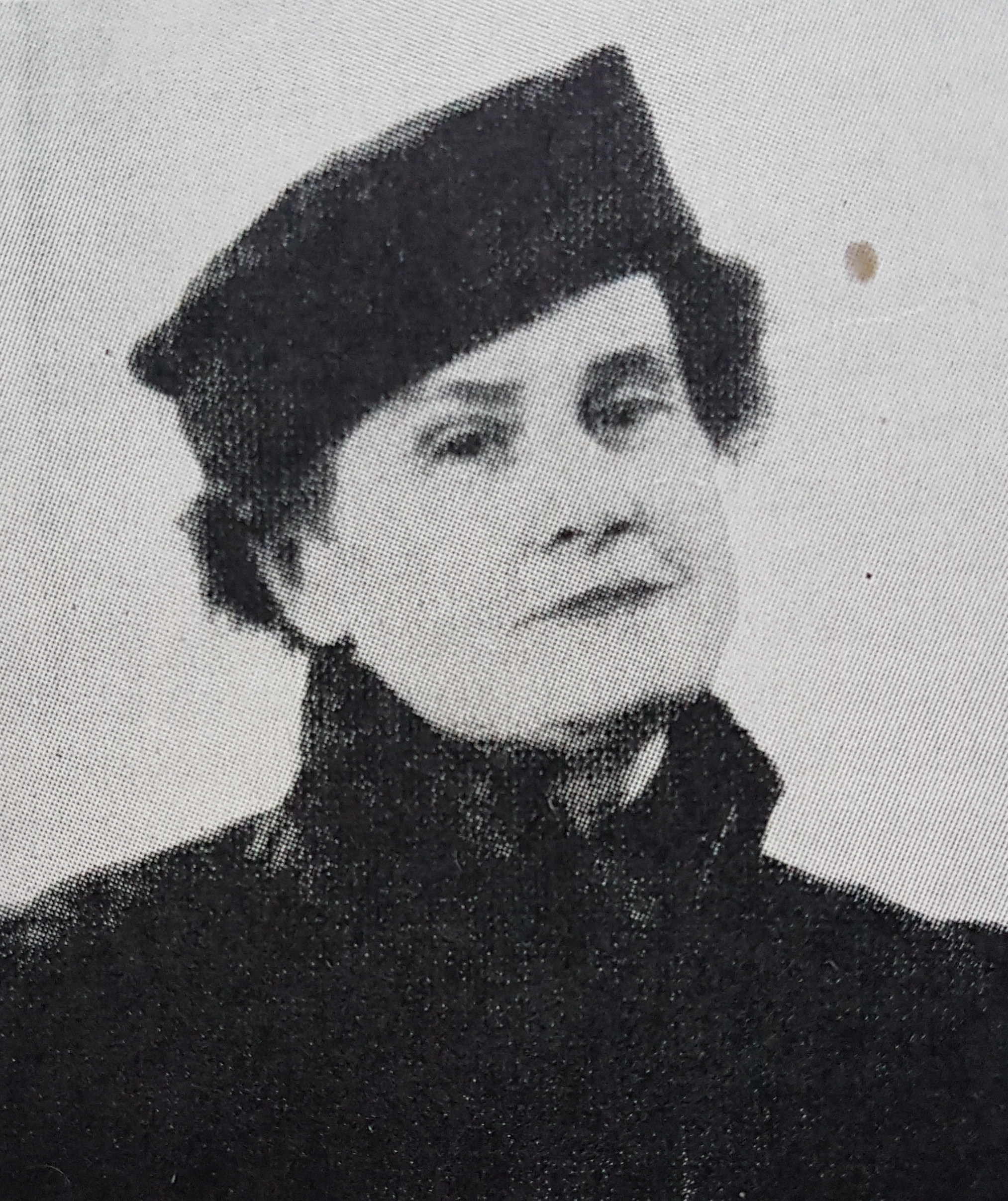
Agnes Cleve-Jonand

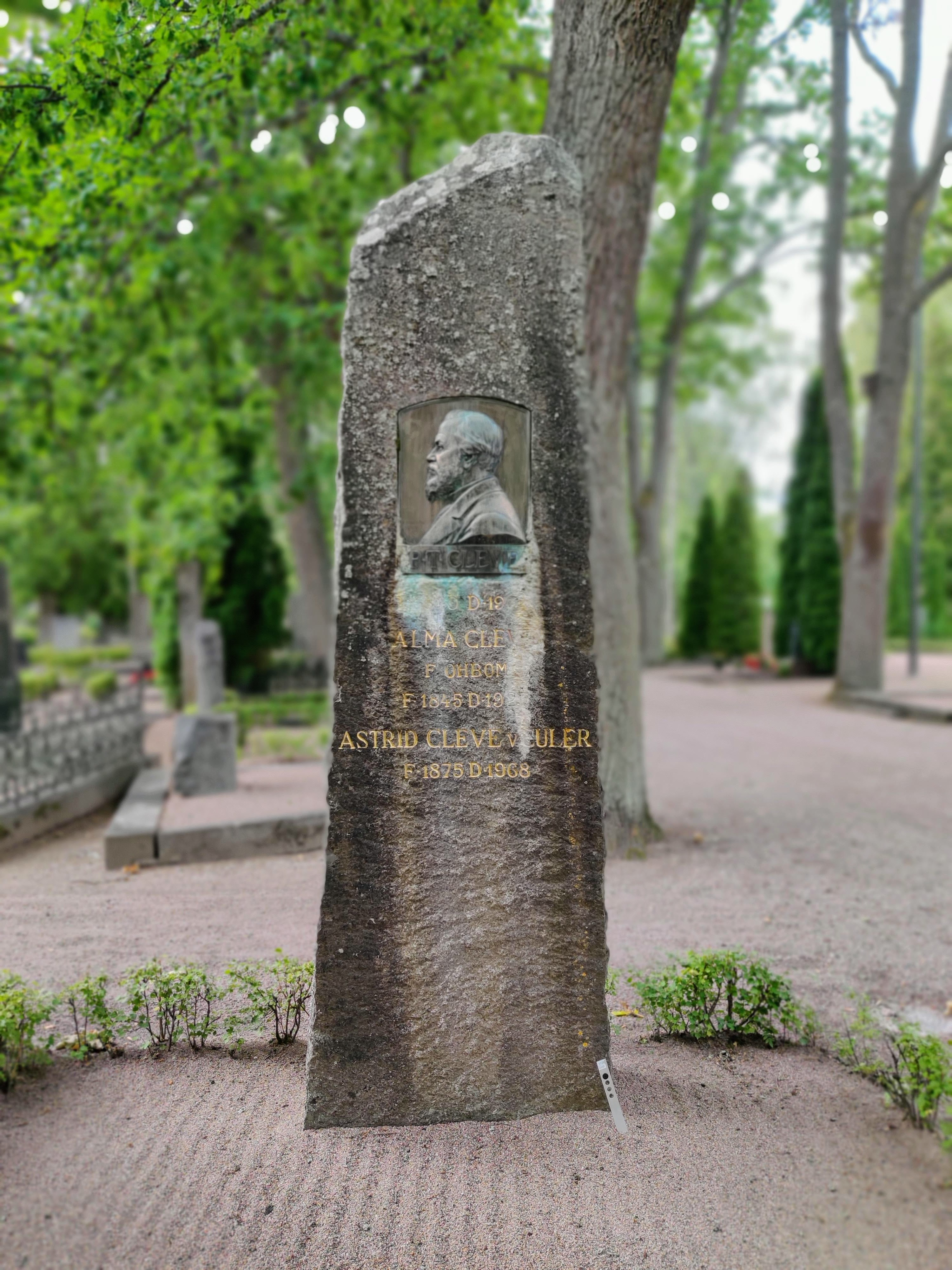
Das Grab der Familie Cleve auf dem alten Friedhof von Uppsala

Agnes Cleve-Jonand, oft nur Agnes Cleve, eingetragen als Agnes Elisabet Jonand, (geboren als Agnes Elisabet Cleve am 23. August 1876 in Uppsala, gestorben am 26. Mai 1951 in Stockholm) war eine schwedische Malerin und eine der Pionierinnen des Kubismus in Schweden.

## Leben

### Jugend und Ausbildung
Cleve-Jonand war die zweite Tochter des Chemie-Professors Per Teodor Cleve und der Schriftstellerin Alma Cleve, geborene Öhbom. Die Botanikerin Astrid Cleve und die Journalistin Célie Brunius waren ihre Schwestern. Cleve-Jonand besuchte eine Mädchenschule in Uppsala und studierte nach ihrem Abschluss von 1892 bis 1894 an der Högre konstindustriella skolan (Höhere Schule für Kunsthandwerk) in Stockholm.
Von 1901 bis 1912 war sie mit dem Rechtsanwalt Ernst Lindesjöö verheiratet (1869–1934), mit dem sie in Göteborg lebte und zwei Kinder hatte. Zwischen 1897 und 1913 belegte sie regelmäßig Kurse an der Kunstschule Valand unter anderem bei Carl Wilhelmson, mit dem sich ein Beziehung entwickelte, die zur Scheidung führte. Danach reiste Cleve-Jonand 1913 nach Paris und studierte bei Henri Le Fauconnier an der Académie de la Palette, wie auch John Jon-And und André Dunoyer. Sie lernte dort Wassily Kandinsky und Gabriele Münter, wie auch Robert und Sonia Delaunay kennen.

### Künstlerin
1915 heiratete sie den dreizehn Jahre jüngeren Künstler John Jon-And und bekam im selben Jahr einen Sohn. Das Ehepaar lebte zunächst in Stockholm und später in Bohuslän. Das Sommerhaus der Familie, Källviken am Gullmarsfjord in Bohuslän, wurde zu einem Treffpunkt für Künstler. Dort wohnten zeitweise auch Wassily Kandinsky und Gabriele Münter. Es wird angenommen, dass deren Malweise die von Agnes Cleve-Jonand und John Jon-And beeinflusst hat.
Agnes Cleve-Jonand und John Jon-And stellten ihre Werke erstmals 1917 gemeinsam bei einer Ausstellung in der Kunstgalerie Gummeson in Stockholm. Cleve-Jonand erste Einzelausstellung fand 1929 ebenfalls bei Gummeson statt.
Die Malerei von Cleve-Jonand verband den Kubismus mit dem Expressionismus; sie verwendete eine kubistische Perspektive und Farben von Matisse. Zu ihren Themen gehörten Porträts, Stadtansichten und Szenen der amerikanischen Westküste. 
Ihre Werke sind u. a. vertreten im Moderna Museet, in der Zeichnungssammlung des Schwedischen Nationalmuseums, im Göteborgs konstmuseum, im Norrköpings konstmuseum, im Gävle museum, im Uppsala konstmuseum und im Kunstmuseum in Skövde.

### Privates
Die Familie lebte eine Zeit lang in den USA. John Jon-And starb 1941. Agnes Cleve-Jonand und ihr Mann sind auf dem Alten Friedhof Uppsala begraben.

## Galerie

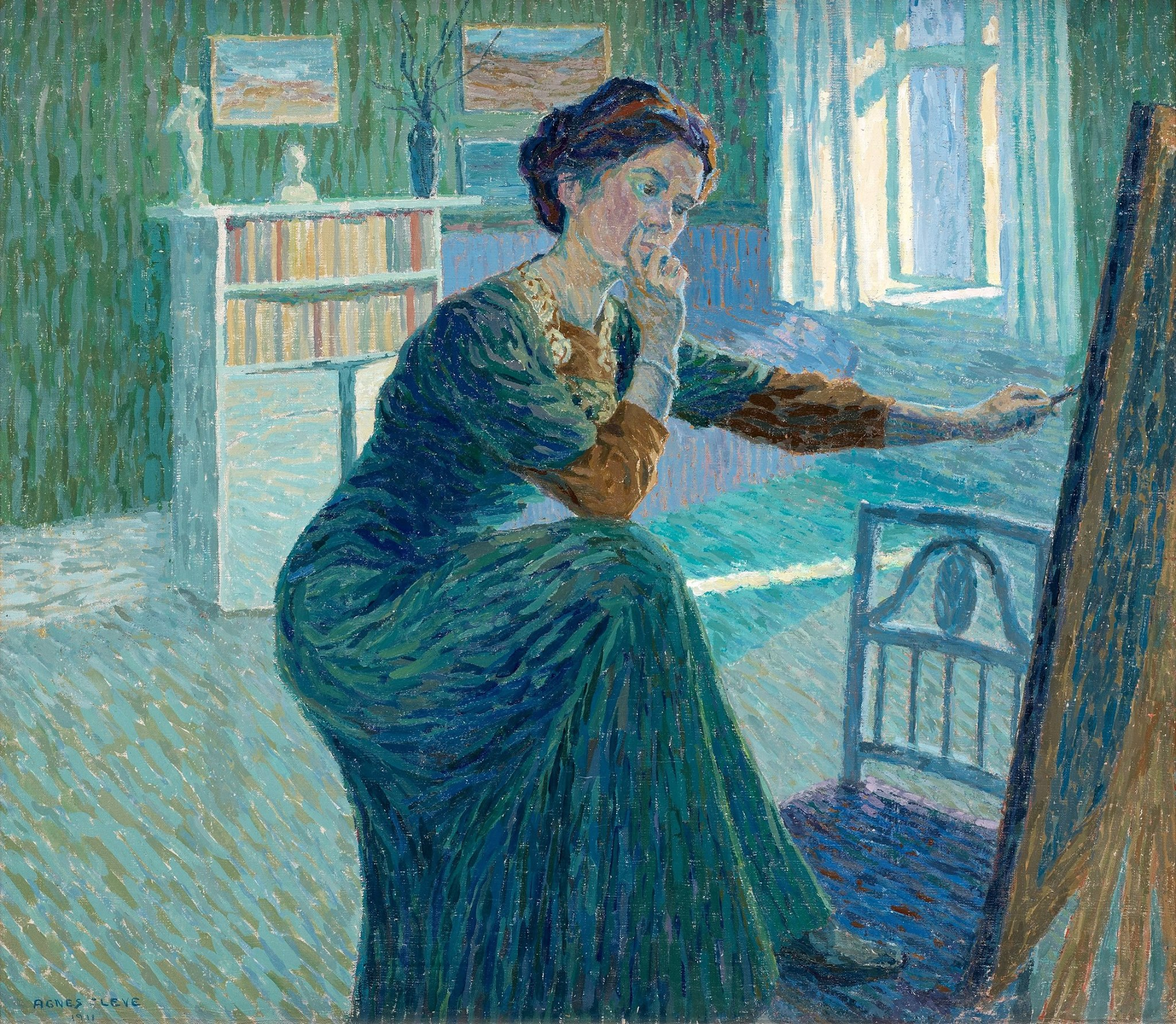
Selbstporträt an der Staffelei 1911
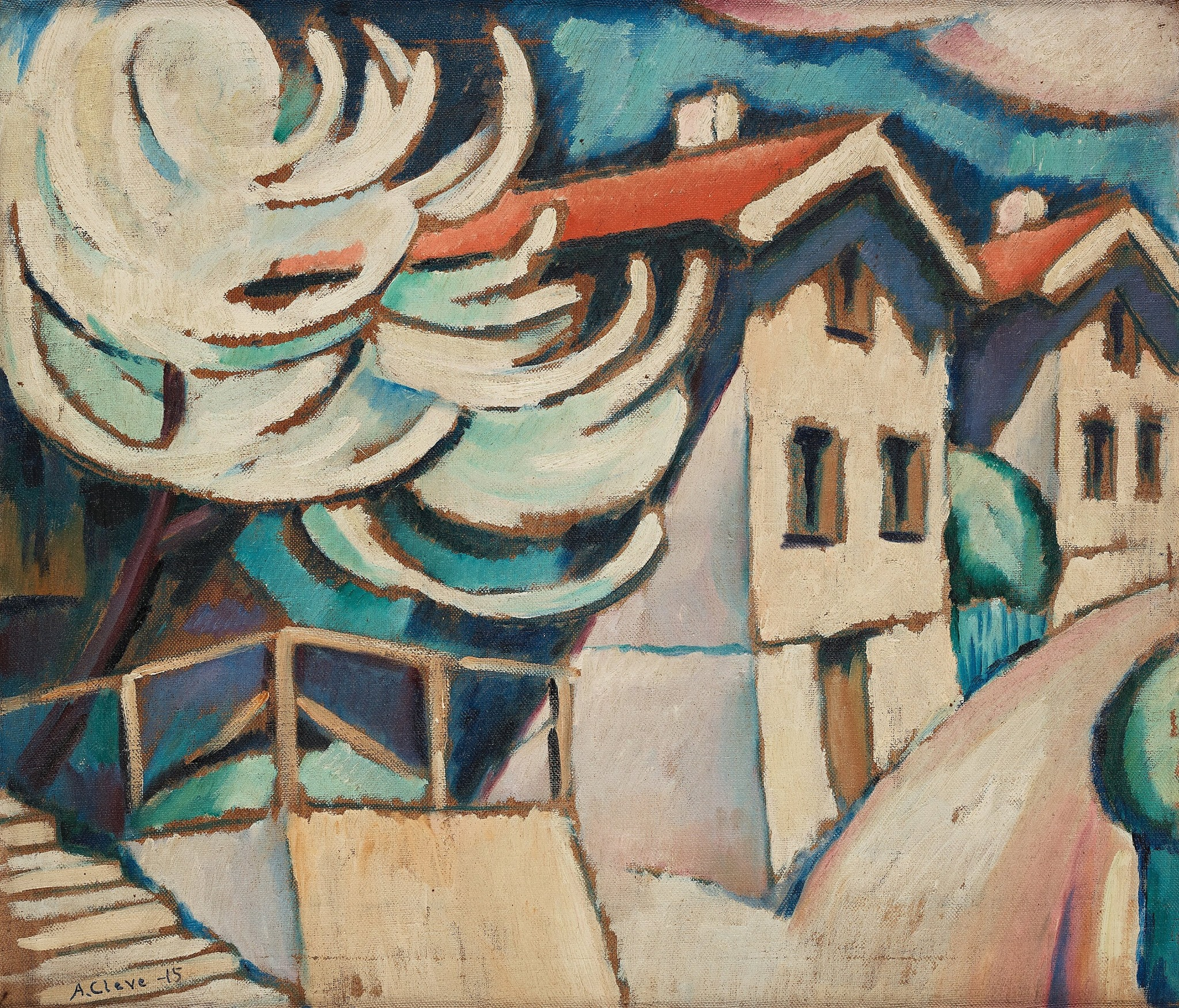
Byväg 1915
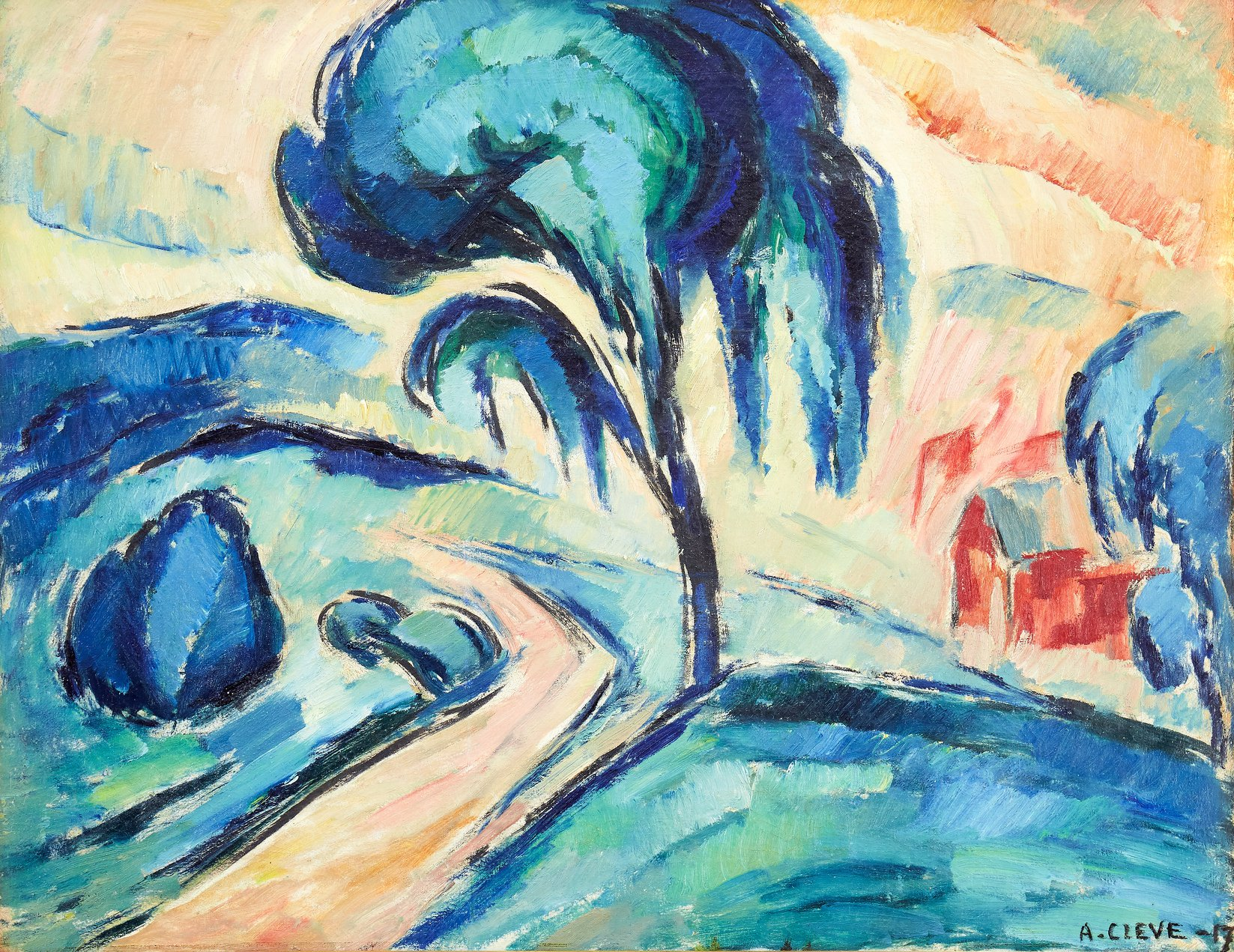
Connecticut 1917
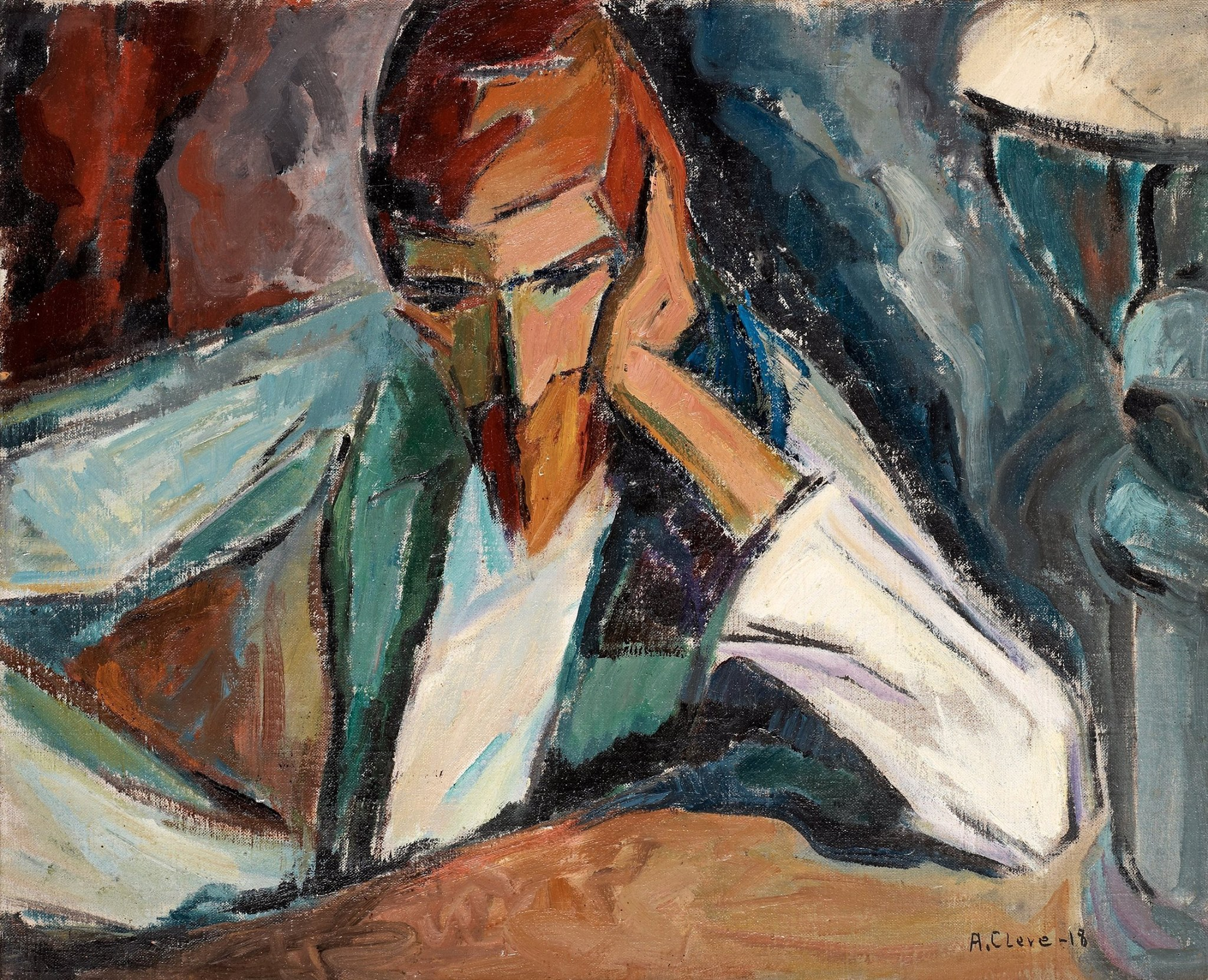
John Jonand 1918
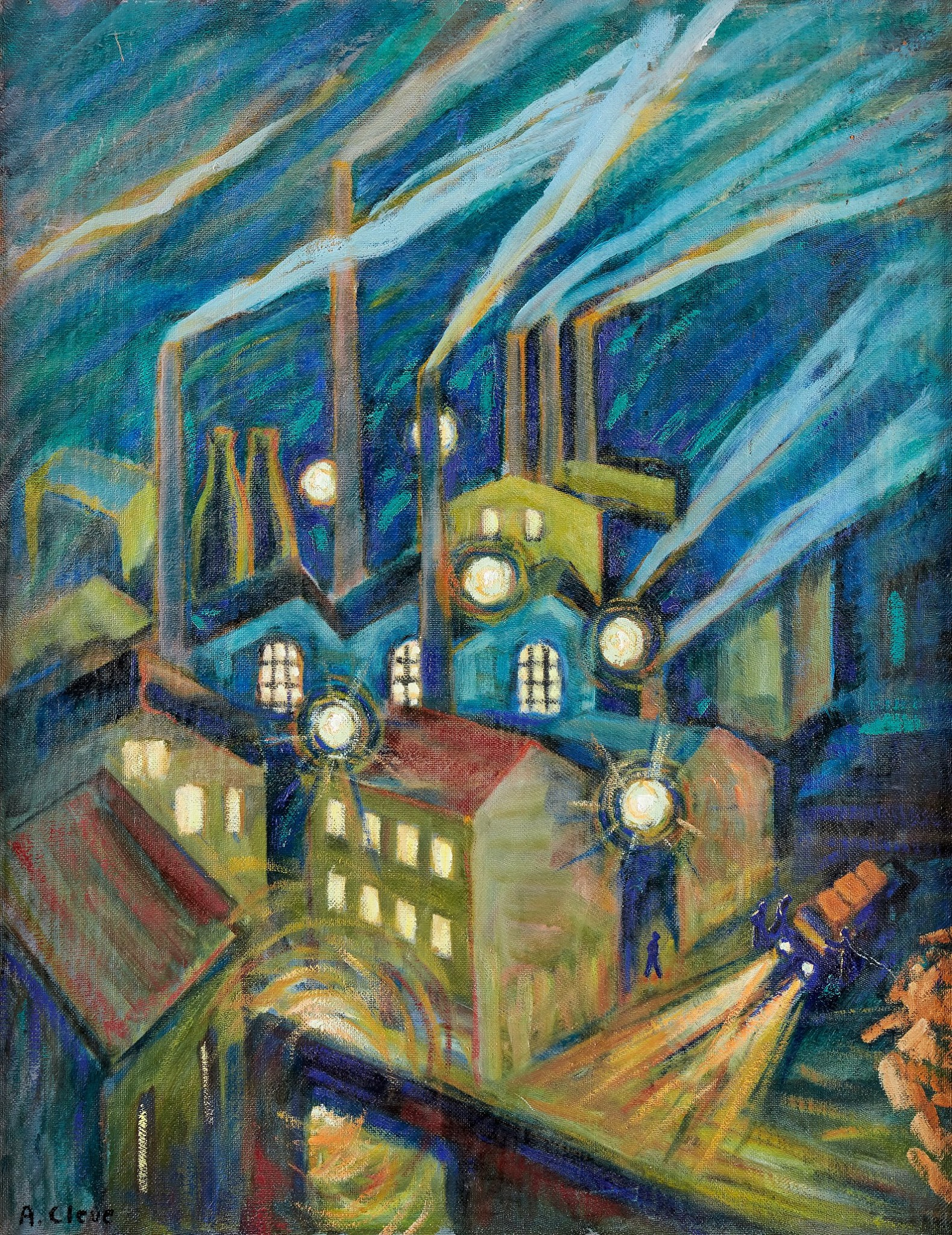
Stockholm bei Nacht, Blick vom Atelier ca. 1918
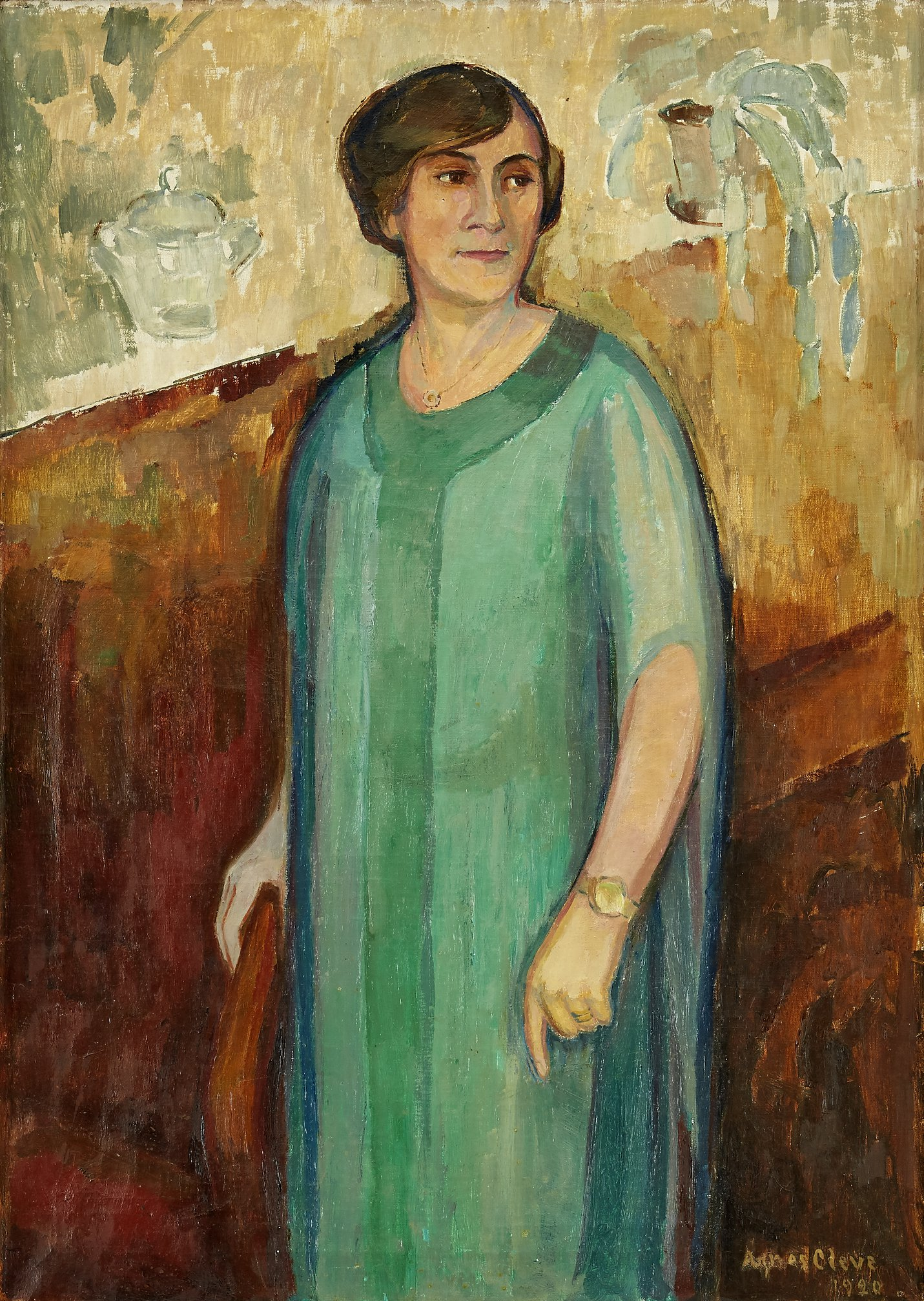
Gabriele Münter 1920
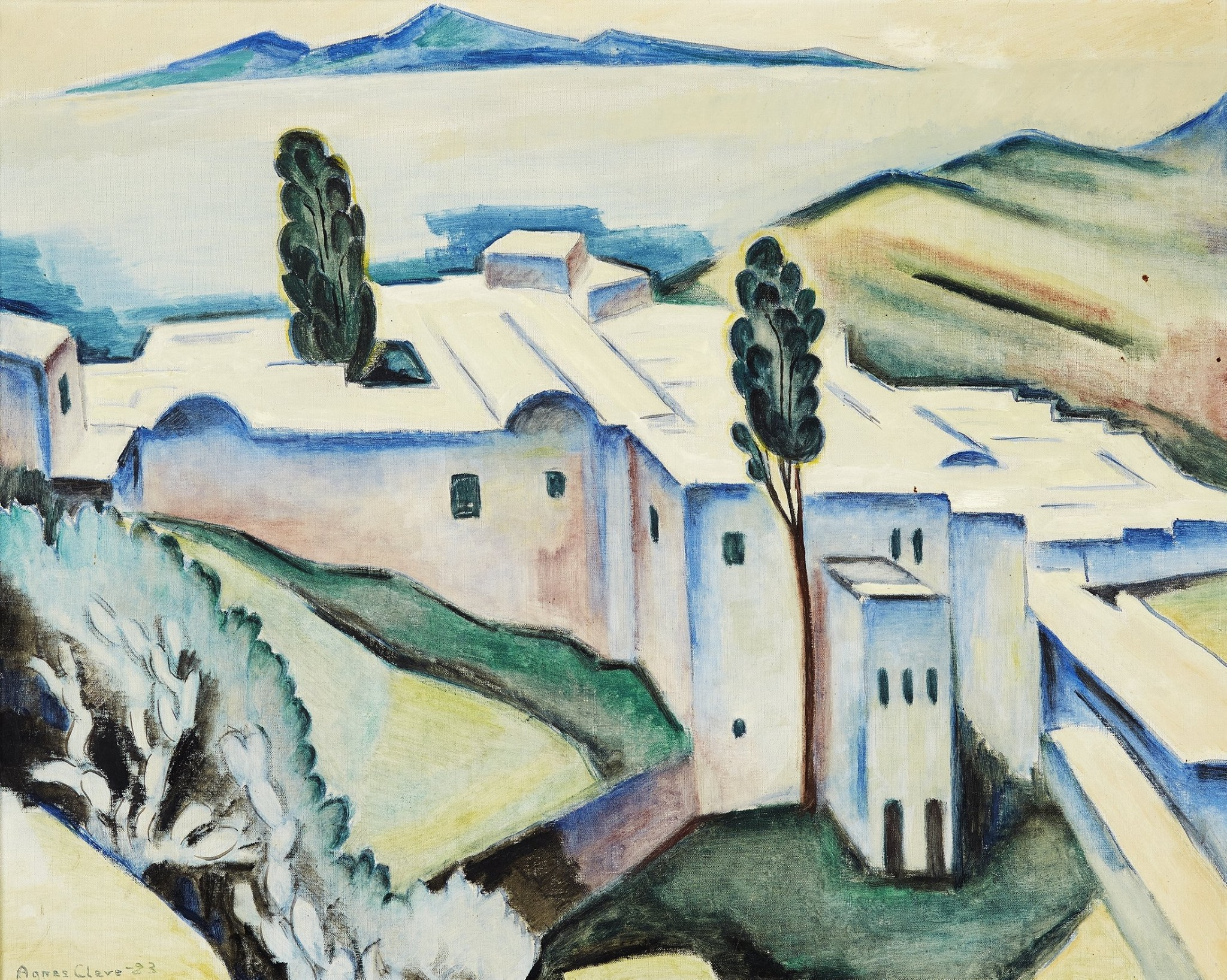
Sidi Bou Said, Tunesien 1923
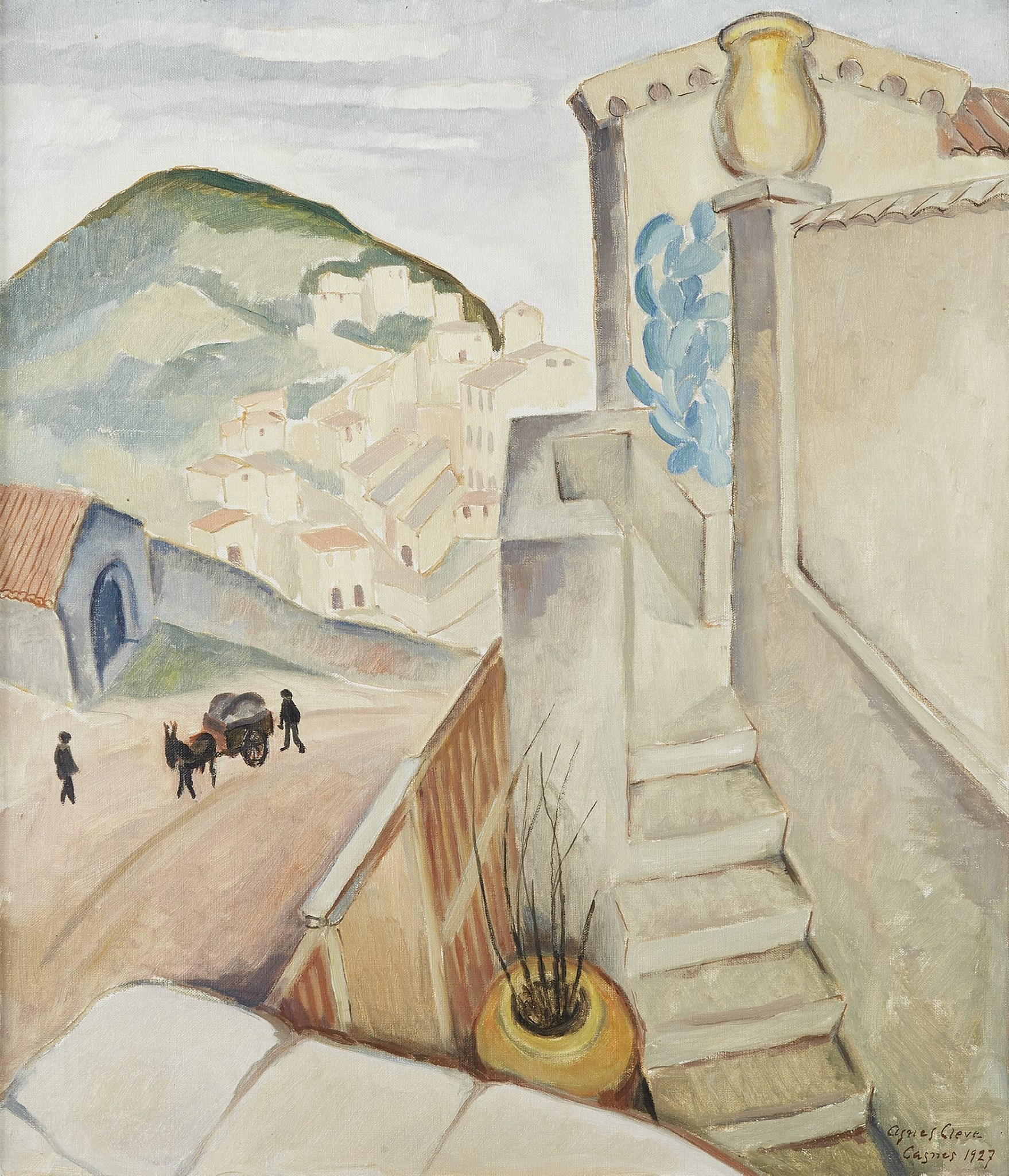
Südfranzösische Landschaft, Cagnes 1927

## Ausstellungen (Auswahl)
- 1911: Weihnachtsausstellung in Valand
- 1917: mit John Jon-And in der Gummesons Konsthall, Stockholm
- 1917: Ausstellung des Verbandes schwedischer Künstlerinnen in der Liljevalchs konsthall, Stockholm
- 1919: Den Frie Udstilling, Kopenhagen
- 1919: mit Martin Åberg und Waldemar Bernhard in der Nya konstgalleriet, Stockholm
- 1922: mit John Jon-And im Röhsska Museum, Göteborg
- 1929: Einzelausstellung in der Gummesons Konsthall, Stockholm
- 1931: mit John Jon-And und Gösta Chatham in der Konsthalle, Göteborg
- 1932: mit John Jon-And im Konstnärshuset, Stockholm
- 1933: Exposition d'oeuvres des femmes artistes im Stedelijk Museum, Amsterdam
- 1937: mit Maj Bring, Mollie Faustman, Sigrid Hjertén und Tora Vega Holmström Les femmes artistes d'Europe in der Galerie nationale du Jeu de Paume, Paris
- 1988: Kunstmuseum, Norrköping
- 1992: Gabriele Münters schwedische Freunde in Liljevalchs konsthall, Stockholm
- 2014: Agnes Cleve: Swedish Modernist in the World im Mjellby Konstmuseum, Halmstad

## Websites
- Biografie in Bukowskis market.
- skbl.se - Agnes Elisabet Cleve
- Cleve, Agnes (1876-1951) – Gullholmen Konstmuseum
- Agnes Cleve – en pionjär inom svensk modernism – OSKG